# Solore-en-Forez
Solore-en-Forez község Franciaország Auvergne-Rhône-Alpes régiójában, Loire megyében. Új községként 2025. január 1-jén jött létre Débats-Rivière-d’Orpra, L’Hôpital-sous-Rochefort és Saint-Laurent-Rochefort község egyesítésével. A három korábbi település delegált község státusszal az új község része lett. Lakosainak száma 512 fő (2022. január 1.).

## Népesség
| 2021 | 517 |
| 2022 | 512 |